# 알리 X
알리 X(Allie X, 1985년 7월 31일)는 로스앤젤레스와 캘리포니아에서 주로 활동하는 캐나다인 가수다.본명은 알렉산드라 애슐리 휴스(Alexandra Ashley Hughes)이다. 현재 슬립리스 레코드와 계약되어있다. 알리는 모국인 캐나다 방송에서의 공연을 통해 처음 등장했다. 미국으로 활동지를 옮긴 후 "Catch"를 발매했고, 노래는 캐나다 인 빌보드 핫 백 차트에서 55위를 차지했다.

## 음반 목록

### 정규 앨범
- CollXtion II (2017)
- Cape God (2020)

### EP
- CollXtion I (2015)
- Catch EP (2015)